# دنيسا ديدو
دنيسا ديدو (بالرومانية: Denisa Dedu)‏ مواليد 27 سبتمبر 1994 في براشوف، هي لاعبة كرة يد رومانية تلعب كحارس مرمى. مثلت منتخب رومانيا لكرة اليد للسيدات.

## سجل المنافسة
شاركت في البطولات التالية:
- بطولة العالم لكرة اليد للسيدات 2011
- بطولة العالم لكرة اليد للسيدات 2013
- بطولة أوروبا لكرة اليد للسيدات 2014
- بطولة أوروبا لكرة اليد للسيدات 2016

## روابط خارجية
- دنيسا ديدو على موقع الاتحاد الأوروبي لكرة اليد (الإنجليزية)